# Cổ Am
Cổ Am là một xã thuộc huyện Vĩnh Bảo, thành phố Hải Phòng, Việt Nam.

## Địa lý
Xã Cổ Am nằm ở tận cùng phía đông nam huyện Vĩnh Bảo, nơi giáp ranh với huyện Thái Thụy, tỉnh Thái Bình, có diện tích 337ha, là nơi sinh sống của hơn một nghìn hộ dân.
Tên sơ khai của Cổ Am là thôn Úm Mạt (xóm, thôn nhỏ ven sông), tên Nôm là Mét, rồi Kẻ Am. Xã Cổ Am do phù sa hai con sông lớn là sông Thái Bình và sông Hóa bồi đắp thành.
Cổ Am nổi tiếng bởi là nơi sinh ra nhiều nhân tài và học giả lớn của Việt Nam. Nơi đây từ xa xưa đã có câu "Đông Cổ Am, Nam Hành Thiện" để nói về Cổ Am và Hành Thiện là hai vùng đất khoa bảng nổi tiếng.

## Lịch sử
Cổ Am có từ cuối thời Trần thuộc lộ Hồng, rồi sau đổi thành lộ Hải Đông.  Đến thời kỳ nhà Minh (1407 – 1427) đô hộ, thuộc địa bàn phủ Tân An (Tân Yên), trong thời gian này xuất hiện đơn vị hành chính huyện Đồng Lợi.  Thời Quang Thuận (1460 - 1469) thuộc huyện Vĩnh Lại, phủ Hạ Hồng thừa tuyên Nam Sách, sau thuộc trấn Hải Dương. Từ năm 1838 thuộc huyện Vĩnh Bảo. Từ cuối 1952, huyện Vĩnh Bảo cắt về tỉnh Kiến An. . Từ cuối năm 1962 Kiến An sát nhập vào thành phố Hải Phòng.
Thủy tổ của họ Trần Cổ Am là Trần Khắc Trang, quê Hà Nam đến khai khẩn mảnh đất rừng Mét vào năm 1407 và người có công lớn xây dựng chùa Mét.
Mảnh đất này có hai tiến sỹ là Trần Công Bật (1636 - ?) và Trần Công Hân 91702 - ?) và một phó bảng Lê Huy Thái (1813 - ?)
Cổ Am vào thời nào cũng có hào kiệt. Vương Quốc Chính (? - 1898), đời nhà Nguyễn năm 1879 lập Tín nghĩa hội, chủ trương bình Tây phục quốc, từng đem nghĩa quân đến tận thành Hà Nội tập kích quân Pháp. Đầu năm 1930, Trần Quang Diệu, Đào Vãn Thê (1909 - 1936) khởi nghĩa chống Pháp, giết tri phủ, đánh chiếm huyện lỵ. Robin, thống sứ Bắc Kỳ, đã cho máy bay ném xuống Cổ Am đến 57 quả bom, một con số kinh hoàng vào thời đó, để đàn áp các cuộc nổi dậy.

## Truyền thống hiếu học
Trong các thư tịch cổ, văn bia, tộc phả để lại thì ngay từ buổi sơ khai, những người về Cổ Am lập làng đã là người có học thức sâu rộng: những người cáo quan về ở ẩn, những thầy đồ bất đắc chí và cả những người có tài nhưng không muốn ra làm quan. Cổ Am vô tình trở thành điểm dừng chân của các hiền nhân, kẻ sĩ giúp nền học vấn ở Cổ Am phát triển nhanh chóng. Người ta dạy học theo kiểu cha truyền con nối mà không phải mất tiền để thuê thầy về nhà dạy học như ở các làng khác.
Theo thống kê của các nhà chép sử địa phương, Cổ Am có tới 28 dòng họ. Trong đó, họ Trần và họ Đào là hai dòng họ lớn nhất đồng thời cũng là hai dòng họ có nhiều người đỗ đạt nhất.
Một số tên tuổi nổi bật của họ Trần bao gồm:
- Cụ tổ họ Trần: Tiến sĩ Trần Lương Bật, đỗ đệ tam giáp đồng tiến sĩ khoa Giáp Thân (1664). Ông làm quan tới chức Hữu thị lang bộ binh.
- Trần Công Hân, đỗ tiến sĩ năm Quý Sửu (1733) khi mới 32 tuổi. Ông là một trong Tràng An tứ hổ, được coi là một trong những người có học vấn uyên thâm bậc nhất thời bấy giờ. Ông làm tới chức Thị chế viện hàn lâm..
- Đến những năm đầu thế kỷ 20, hai cây bút lừng danh của đất Cổ Am là văn sĩ Trần Tiêu và nhà văn Khái Hưng (Trần Khánh Dư), cây bút trụ cột của nhóm Tự lực văn đoàn.
- Thứ trưởng Trần Dương - Bộ Nội thương (Nay là Bộ Thương mại) - Cán bộ lão thành cách mạng, người được nhận Huân Chương Lao động Hạng 1 do Chủ tịch nước ký tặng
- Phó Giáo sư Trần Trọng Hựu -  cố Phó chủ nhiệm Ủy ban Pháp luật Quốc hội.
- Giáo sư Trần Bảng, Vụ trưởng vụ nghệ thuật chèo, nghệ sĩ Trần Lực... và còn nhiều các giáo sư, tiến sĩ tiêu biểu khác cũng được sinh ra tại nơi đây.

Nhưng dòng họ có nhiều người đỗ đạt nhất Cổ Am là họ Đào và họ Trần.
- Đào Trọng Kỳ (kĩnh nội của nguyên Chủ tịch Ủy ban nhân dân huyện Vĩnh Bảo, Đào Trọng Giao) làm Tổng đốc Nam Ninh (nay là 3 tỉnh Nam Định - Thái Bình và Ninh Bình).
- Giáo sư, tiến sĩ Đào Trọng Thi, Ủy viên Trung ương Đảng, Giám đốc Đại học Quốc gia Hà Nội, giáo sư Đào Nguyên Cát, Tổng biên tập Thời báo kinh tế Việt Nam, Nhà giáo Đào Mạnh Thuật, Vụ trưởng vụ đào tạo; TS.Đào An, nguyên chủ tịch Ủy ban nhân dân thành phố Hải Phòng, Nhà giáo Đào Trọng Côn, nguyên hiệu trưởng Đại học nông nghiệp Huế... và một số giáo sư, tiến sĩ khác đang đảm nhiệm những trọng trách quan trọng khác.
- Thời phong kiến Cổ Am có 2 tiến sỹ Nho học, 1 Phó bảng, 75 cử nhân, 77 tú tài trong đó có 4 người hàm thứ trưởng, tổng đốc tỉnh, 4 tướng lĩnh, 8 quan chức cục vụ trưởng, 14 tri huyện và còn lại là các trưởng phòng trở lên. Từ sau ngày hòa bình lập lại tới năm 2019, Cổ Am có 22 Viện sỹ, Giáo sư, Phó Giáo sư, Tiến sỹ khoa học và 62 tiến sỹ cùng 136 thạc sỹ ở đủ các ngành nghề từ địa phương tới trung ương. Trong đó gồm 6 người có chức vụ từ Phó chủ tịch tỉnh đến thứ trưởng, 54 Giám độc sở hay Chủ tịch huyện, hay chức tương đương trở lên, 4 hiệu trưởng các trường đại học – cao đẳng, 4 tướng lĩnh, 12 nhà giáo – thầy thuốc – nghệ sỹ ưu tú. Và trong lực lượng vũ trang có 4 Tướng lĩnh, 40 Đại tá, 51 Thượng tá,

## Đặc sản và nghề thủ công
Cổ Am nổi tiếng với nghề dệt chiếu cói. Tuy nhiên, nghề này hiện đã mai một dần do sự xuất hiện của các loại chiếu sản xuất công nghiệp như chiếu ni-lông, chiếu tre, chiếu gỗ.
Đặc sản nổi tiếng nhất của Cổ Am là thuốc lào. Cây thuốc lào ở đây được đánh giá rất cao về chất lượng, mùi thơm cũng như hương vị, được coi là một trong những vùng đất sản xuất thuốc lào tốt nhất Việt Nam